# GSC2747-1269
GSC2747-1269 — хімічно пекулярна зоря спектрального класу A1, що має видиму зоряну величину в смузі V приблизно  9,7.
Вона  розташована на відстані близько 640,8 світлових років від Сонця.